# Team A 1st Stage“PARTY开始了”
Team A 1st Stage「PARTY开始了」（日语：チームA 1st Stage「PARTYが始まるよ」）是AKB48 Team A的第1台剧场公演。本條目同時收錄AKB48集團旗下其他團體表演該公演的相關介紹。

## 概要
本公演是AKB48自AKB48剧场出道的演出，是AKB48剧场公演中历史最久远的演出。
本公演作为后来被称为Team A的AKB48初始成员演出的公演，后来也先后被用作AKB48 Team K、AKB48 Team 8、SKE48初始成员（后来的Team S）的首台公演、NMB48二期研究生的首台公演，并也用在了SKE48和HKT48研究生公演中。

## 公演内容

### 曲目
1. 《overture》
（作曲、编曲：尾澤拓実　演唱：TAZ）

基本上所有AKB48公演都有使用。
2. 《PARTY开始了》（PARTYが始まるよ）
（作词：秋元康　作曲：ZERO-ROCK　编曲：百石元）
3. 《Dear my teacher》
（作词：秋元康　作曲：岡田実音　编曲：景家淳）
4. 《让我吃下毒苹果》（毒リンゴを食べさせて）
（作词：秋元康　作曲、编曲：樫原伸彦）
5. 《裙摆飘飘》（スカート、ひらり）
（作词：秋元康　作曲：岡田実音　编曲：梅堀淳）
6. 《同班同学》（クラスメイト）
（作词：秋元康　作曲：上杉洋史　编曲：山崎一稔）
7. 《和你在一起的平安夜》（あなたとクリスマスイブ）
（作词：秋元康　作曲：SHUJI　编曲：山崎一稔）
8. 《接吻不行唷》（キスはだめよ）
（作词：秋元康　作曲：大内哲也　编曲：山崎淳）
9. 《星之温度》（星の温度）
（作词：秋元康　作曲、编曲：大内哲也）
10. 《樱花花瓣》（桜の花びらたち）
（作词：秋元康　作曲：上杉洋史　编曲：樫原伸彦）
11. 《在蓝天旁》（青空のそばにいて）
（作词：秋元康　作曲：八重樫ゆう一　编曲：山崎一稔）

安可曲
1. 《AKB48》
（作词：秋元康　作曲：渡辺未来　编曲：高梨康治）

公演途中第一段歌词中的更改為「TSUKUMO DoCoMo Shop」、再变更为現用的「TSUKUMO UDX」。

此外，因版權問題无法使用「Gashapon」（ガシャポン）的名字而进行了变更。
2. 《裙摆飘飘》（安可版）
3. 《櫻花的花瓣們》（安可版）

作為AKB48 Team 8公演，有「二度安可」（Double Encore）時，則演唱「Team 8特別歌曲串燒」及《心之告示牌》。
- 歌曲串烧
  - 《Maybe是藉口》（言い訳Maybe）
（作詞：秋元康、作曲：俊龍、編曲：野中"まさ"雄一）
  - 《馬尾與髮圈》（ポニーテールとシュシュ）
（作詞：秋元康、作曲：多田慎也、編曲：生田真心）
  - 《拉布拉多獵犬》（ラブラドール・レトリバー）
（作詞：秋元康、作曲：丸谷マナブ、編曲：佐々木裕）
  - 《戀愛的充電Prius》（恋する充電プリウス）
（作詞：秋元康、作曲：伊藤心太郎、編曲：武藤星兒）
- 《心之告示牌》（心のプラカード）
（作詞：秋元康、作曲：板垣祐介、編曲：武藤星兒）

作为SKE48公演，《overture》为SKE48版本，《AKB48》变更为「SKE48」，裙摆飘飘（安可版）变更为「大声钻石（SKE48版）」。
- 《overture》（SKE48版）
（作曲、编曲：尾澤拓実　演唱：TAZ）
- 《SKE48》
（作词：秋元康　作曲：渡辺未来　编曲：高梨康治）
- 《大声钻石（SKE48版）（大声ダイヤモンド）
（作词：秋元康　作曲、编曲：井上ヨシマサ）
- 《堅強之勇者》（強き者よ）
（作詞：秋元康、作曲：上田晃司、編曲：野中“まさ”雄一）

此外，也有部分公演场次中未演奏「和你在一起的平安夜」。
作为NMB48公演，《overture》为NMB48版本，《AKB48》变更为《NMB48》。《櫻花的花瓣們》（安可版）取消，而在《NMB48》和《裙摆飘飘》（安可版）之間加入歌曲串烧。
- 《overture》（NMB48 ver.）
（作編曲：尾澤拓実、演唱：TAZ）
- 《NMB48》
（作詞：秋元康、作曲：渡辺未来、編曲：高梨康治）
- 歌曲串烧
  - 《絕滅黑髮少女》（絶滅黒髪少女）
（作詞：秋元康、作曲、編曲：GRAVITY）
  - 《青春的單圈時間》（青春のラップタイム）
（作詞：秋元康、作曲：川浦正大、編曲：野中"まさ"雄一）
  - 《久等了，新學期》（待ってました、新学期）
（作詞：秋元康、作曲、編曲：市川裕一）
  - 《我輸了的夏天》（僕が負けた夏）
（作詞：秋元康、作曲：ツキダタダシ、編曲：野中"まさ"雄一）
  - 《馬尾與髮圈》
（作詞：秋元康　作曲：多田慎也　編曲：生田真心）
  - 《無限重播》（ヘビーローテーション）
（作詞：秋元康　作曲：山崎燿　編曲：田中ユウスケ）

作为HKT48公演，《overture》为HKT48版本，《AKB48》变更为《HKT48》。
作为NGT48公演，《overture》为NGT48版本，《AKB48》变更为《NGT48》。《裙摆飘飘》（安可版）取消，並在《NGT48》前面添加了三首其他歌曲。
- 《overture》（NGT48 ver.）
（作編曲：尾澤拓実）
- 《NGT48》
（作詞：秋元康、作曲：渡辺未来、編曲：高梨康治）
- 添加歌曲
  - 《去佐渡吧》（佐渡へ渡る）
（作詞：秋元康、作曲、編曲：若田部誠、由高中生及以上年齡成員演唱）
  - 《因為喜歡你》（君のことが好きだから）
（作詞：秋元康、作曲：织田哲郎、編曲：野中"まさ"雄一）
  - 《红唇Be My Baby》（唇にBe My Baby）
（作詞：小内喜文、作曲、編曲：佐佐木裕）

### 翻唱等
- 《櫻花的花瓣們》（AKB48獨立製作1st單曲）
- 《Dear my teacher》（AKB48獨立製作1st單曲、C/W曲）
- 《裙摆飘飘》（AKB48獨立製作2nd單曲）
- 《在藍天旁》（AKB48獨立製作2nd單曲、C/W曲）

### 演出
- 编舞：夏真弓（日语：夏まゆみ）
- 「和你在一起的平安夜」中一般会由一位成员演奏钢琴。

## AKB48 Team A 1st Stage「PARTY开始了」公演
- 公演期间：2005年12月8日 - 2006年3月31日
- 出演成员
板野友美、宇佐美友紀、浦野一美、大江朝美、大岛麻衣、折井步（折井あゆみ）、川崎希、小嶋阳菜、驹谷仁美、佐藤由加理、篠田麻里子、高桥南（高橋みなみ）、户岛花、中西里菜、成田梨纱、平嶋夏海、星野满（星野みちる）、前田敦子、增山加弥乃、峯岸南（峯岸みなみ）、渡邊志穗
※篠田麻里子自2006年1月22日起参加、宇佐美友纪在公演最后一天毕业。
- 分组曲担当
  - 1st unit
    - 《裙摆飘飘》（演唱：高桥、前田、小嶋、大岛麻、成田）
    - 《同班同学》（演唱：中西、驹谷、佐藤由、户岛）
    - 《和你在一起的平安夜》（星野（同时负责钢琴）、演唱：折井）
    - 《接吻不行唷》（演唱：大岛麻、浦野、渡邊）
    - 《星之温度》（演唱：板野、大江、川崎、宇佐美）

  - 2nd unit
    - 《裙摆飘飘》（演唱：高桥、前田、小嶋、大岛麻、成田、板野、中西）
    - 《同班同学》（演唱：浦野、折井、川崎、星野）
    - 《接吻不行唷》（演唱：峯岸、篠田、小嶋）
    - 《星之温度》（演唱：高桥、前田、平嶋、増山）

## AKB48 Team K 1st Stage「PARTY开始了」公演
- 公演期间：2006年4月1日 - 7月5日
- 复活公演：2006年11月8日 - 12月14日
- 出演成员
秋元才加、今井优、上村彩子、梅田彩佳、大岛优子、大堀惠、奥真奈美、小野惠令奈、河西智美、小林香菜、佐藤夏希、高田彩奈、野呂佳代、早野薫、增田有華、松原夏海、宫泽佐江
※上村彩子自2006年6月17日起退团。
- 分组曲担当
  - 《裙摆飘飘》（演唱：秋元、梅田、大岛优、小林、宫泽）
  - 《同班同学》（演唱：奥、小野、早野、増田、松原）
  - 《接吻不行唷》（演唱：大堀、佐藤夏、野呂）
  - 《星之温度》（演唱：秋元、宫泽、高田、河西）

## SKE48 Team S 1st Stage「PARTY开始了」公演
- 公演期间：2008年10月5日 - 2009年2月8日
- 出演成员
大矢真那、小野晴香、桑原瑞希（桑原みずき）、佐藤實繪子、新海里奈、铃木绮罗（鈴木きらら）、高井月奈（高井つき奈）、高田志織、出口陽、中西優香、平田璃香子、平松可奈子、松井珠理奈、松井玲奈、松下唯、矢神久美、山下萌（山下もえ）
※铃木绮罗于2008年11月24日毕业，平松可奈子于11月29日升格。
- 分组曲担当
  - 《裙摆飘飘》（演唱：桑原、高田志、松井珠、平田、新海）
  - 《同班同学》（演唱：大矢、高井、松井玲、矢神、鈴木→平松）
  - 《和你在一起的平安夜》（佐藤實〔同时负责钢琴〕、演唱：出口）
  - 《接吻不行唷》（演唱：中西優、桑原、小野晴）
  - 《星之温度》（演唱：松井珠、山下、高田志、松下）

## SKE48 研究生公演「PARTY开始了」
- 公演期间：2010年2月16日 - 2012年8月12日
2012年2月27日开始、此公演与同日开始的「好想见你」公演两公演由SKE48研究生交替演出[1]。
- 出演成员
阿比留李帆、井口栞里、磯原杏華、市野成美、犬冢朝奈（犬塚あさな）、今出舞、岩永亞美、上野圭澄、内山命、江籠裕奈、大脇有紗、小木曾汐莉、荻野利沙、加藤琉美（加藤るみ）、木崎由里亞（木崎ゆりあ）、木下有希子、鬼頭桃菜、後藤理沙子、小林繪未梨、齊藤真木子、佐藤實繪子、新海里奈、菅奈奈子（菅なな子）、須田亞香里、新土居沙也加、二村春香、野野山茉琳、秦佐和子、半田礼音、日置實希、藤本美月、古畑奈和、松村香織、間野春香、水埜帆乃香、宮前杏實、森紗雪、矢方美紀、山田惠里伽、山田瑞穗（山田みずほ）
※小木曽汐莉于2010年2月25日升格至Team KII。木下有希子与須田亚香里于2月27日升格至Team S。新海里奈与森紗雪于3月30日从Team S降格。新海里奈、半田礼音与森紗雪于5月8日毕业。木崎由里亚于6月23日升格至Team S。加藤琉美于8月21日升格至Team S。12月6日时阿比留李帆、後藤理沙子、秦佐和子与矢方美紀一齐升格至Team KII，磯原杏華、上野圭澄、間野春香与山田恵里伽在同日升格至Team E。井口栞里、内山命、鬼頭桃菜、斉藤真木子则从Team KII降格。野野山茉琳在2011年2月23日毕业。今出舞在2012年5月31日毕业。
- 分组曲担当
  - 《裙摆飘飘》（演唱：今出、小木曾、木崎、後藤、須田、秦、矢方）
  - 《同班同学》（演唱：磯原、上野、半田、松村、間野）
  - 《和你在一起的平安夜》（演唱與鋼琴演奏：佐藤實、演唱：秦）
  - 《接吻不行唷》（演唱：阿比留、木下、山田）
  - 《星之温度》（演唱：上野、加藤、木崎、須田）

## NMB48 2期生公演「PARTY开始了」
- 公演期間：2011年8月13日 - 2012年5月2日
- 出演成員（初日成員）
東由樹、石田優美、大谷莉子、岡田梨紗子、小鷹狩佑香、島田玲奈、城恵理子、高野祐衣、泷山茜（瀧山あかね）、谷川愛梨、林萌萌香、藤田留奈、村上文香、村瀬紗英、矢倉楓子、與儀凱拉（與儀ケイラ）
※島田玲奈在9月2日至12月31日休演（暂停活动中）、泷山茜在1月15日畢業（12月22日畢業公演）、大谷莉子在1月15日畢業（1月11日畢業公演）、岡田梨紗子在2月18日畢業（2月9日畢業公演）、小鷹狩、島田、城、高野、谷川、藤田、村上、村瀬、矢倉、與儀在1月26日昇格到Team M。小鷹狩佑香在5月6日畢業（4月25日卒業公演）。
- 分组曲担当
  - 《裙摆飘飘》（演唱：大谷→矢倉、城、谷川、村上、與儀）
  - 《同班同学》（演唱：東、石田、岡田、瀧山）
  - 《和你在一起的平安夜》（演唱與鋼琴演奏：村上、演唱：島田）
  - 《接吻不行唷》（演唱：小鷹狩、高野、村瀬）
  - 《星之温度》（演唱：林、藤田、矢倉→大谷、與儀）

## HKT48 研究生公演「PARTY开始了」
对HKT48是初次以「研究生公演」表记的公演。
- 公演期間：2012年9月30日 -
- 出演成員（初日成員）
秋吉優花、安陪恭加、伊藤来笑、今田美奈、上野遥、梅本泉、岡田栞奈、岡本尚子、草場愛、駒田京伽、坂口理子、田島芽瑠、田中優香、谷真理佳、朝長美樱、渕上舞
- 分组曲担当
  - 《裙摆飘飘》（演唱：上野、梅本、田島、朝長、渕上）
  - 《同班同学》（演唱：秋吉、伊藤、岡田、田中、谷）
  - 《和你在一起的平安夜》（演唱與鋼琴演奏：草場、演唱：岡本）
  - 《接吻不行唷》（演唱：今田、駒田、坂口）
  - 《星之温度》（演唱：安陪、上野、岡本、田島）

## NMB48 Team BII「PARTY开始了」公演
- 公演時間：2013年9月13日
- 出演成員
赤澤萌乃、石塚朱莉、井尻晏菜、植田碧麗、梅原真子、太田夢莉、加藤夕夏、上枝恵美加、日下木之实（鈴木きらら）、久代梨奈、黒川葉月、河野早紀、小林莉加子、室加奈子、薮下柊、山内翼（山内つばさ）
※這個公演是Team BII在2013年9月7日-13日進行的企劃“尽情享受我们的欺骗之周”（騙されたと思って食べてみてウィーク）的最終日的驚喜公演。
- 分组曲担当
  - 《裙摆飘飘》（演唱：赤澤、太田、加藤、久代、薮下）
  - 《同班同学》（演唱：植田、梅原、黒川、河野）
  - 《和你在一起的平安夜》（演唱與鋼琴演奏：薮下、演唱：室）
  - 《接吻不行唷》（演唱：井尻、加藤、山内）
  - 《星之温度》（演唱：石塚、上枝、日下、小林莉）

## AKB48 Team 8 1st Stage「PARTY开始了」公演
- 公演期间：2014年8月5日 - 2015年8月16日
- 出演成员[3][4]
  - （初日於AKB48劇場演出成員）[5]

舞木香純、吉川七瀬、佐藤栞、中野郁海、阿部芽唯、谷優里、下尾美羽（下尾みう）、濱松里緒菜、行天優莉奈、高岡薫、福地禮奈、岩崎萌花、倉野尾成美、吉野未優、下青木香鈴、宮里莉羅。
  - （初日於SKE48劇場演出成員）[6]

早坂紬（早坂つむぎ）、藤村菜月、横道侑里、山本亞依、橋本陽菜、北玲名、長久玲奈、近藤萌恵里、永野芹佳、山田菜菜美、山本瑠香、大西桃香、濱咲友菜、人見古都音、廣瀬夏樹（廣瀬なつき）、谷口萌香（谷口もか）。
- 分组曲担当
  - AKB48劇場初日
    - 《裙摆飘飘》（演唱：中野、倉野、高岡、谷、舞木）
    - 《同班同学》（演唱：下尾、宮里、行天、吉野、阿部）
    - 《和你在一起的平安夜》（演唱與鋼琴演奏：下青木、演唱：濱松）
    - 《接吻不行唷》（演唱：福地、佐藤、岩崎）
    - 《星之温度》（演唱：中野、倉野、吉川、舞木）

  - SKE48劇場初日
    - 《裙摆飘飘》（演唱：永野、横道、橋本、谷口、早坂）
    - 《同班同学》（演唱：北、大西、山田、濱咲、山本瑠）
    - 《和你在一起的平安夜》（演唱與鋼琴演奏：人見、演唱：長）
    - 《接吻不行唷》（演唱：藤村、山本亞、近藤）
    - 《星之温度》（演唱：永野、横道、廣瀬、谷口）

## SKE48 研究生公演「PARTY开始了」（2015年起）
- 公演期間：2015年7月6日‐
- 出演成员：相川暖花、浅井裕華、太田彩夏、小畑優奈、片岡成美、川崎成美、後藤楽楽、末永桜花、杉山愛佳、髙畑結希、辻希美（辻のぞみ）、野島樺乃、町音葉、村井純奈、和田愛菜、一色嶺奈、上村亞柚香、白井琴望、水野愛理、菅原茉椰
  - 公演由7期研究生和选秀2期研究生合共演出。2015年11月28日起杉山、野島升格至Team S、小畑、白井升格至Team KII、後藤楽、菅原升格至Team E。辻在11月30日辞退了SKE48的活動。之後研究生人數少於正常公演所需的16人，故每場公演都有正規成員或已經升格的成員前來助演。
  - 助演的正規成員：市野成美、荒井優希、井田玲音名、犬塚朝奈（犬塚あさな）、野口由芽、都築里佳、青木詩織、後藤理沙子、竹内彩姫、髙塚夏生

- 分组曲担当

| 分組曲             | 公演初日演唱成員 | 代役之表演者                             |
| ------------------ | ---------------- | ---------------------------------------- |
| 裙摆飘飘           | 水野愛理         | 上村亞柚香                               |
| 裙摆飘飘           | 後藤楽楽         | 白井琴望、菅原茉椰、太田彩夏、竹内彩姫   |
| 裙摆飘飘           | 小畑優奈         | 水野愛理、浅井裕華                       |
| 裙摆飘飘           | 町音葉           |                                          |
| 裙摆飘飘           | 野島樺乃         | 一色嶺奈、後藤理沙子                     |
| 同班同学           | 浅井裕華         | 片岡成美、野口由芽                       |
| 同班同学           | 片岡成美         | 相川暖花、村井純奈                       |
| 同班同学           | 末永桜花         | 一色嶺奈                                 |
| 同班同学           | 太田彩夏         | 荒井優希、野島樺乃、井田玲音名、髙塚夏生 |
| 同班同学           | 上村亞柚香       | 相川暖花、青木詩織                       |
| 和你在一起的平安夜 | 村井純奈         | 菅原茉椰、野口由芽                       |
| 和你在一起的平安夜 | 辻希美           | 菅原茉椰、末永桜花、川崎成美             |
| 接吻不行唷         | 髙畑結希         |                                          |
| 接吻不行唷         | 後藤楽楽         | 白井琴望、菅原茉椰、太田彩夏、竹内彩姫   |
| 接吻不行唷         | 杉山愛佳         | 片岡成美、白井琴望、市野成美             |
| 星之温度           | 小畑優奈         | 水野愛理、浅井裕華                       |
| 星之温度           | 川崎成美         | 市野成美、菅原茉椰、犬塚朝奈             |
| 星之温度           | 野島樺乃         | 町音葉                                   |
| 星之温度           | 白井琴望         | 和田愛菜、都築里佳                       |

## NGT48 Team NIII 1st Stage「PARTY开始了」公演
- 公演期间：2016年1月10日 - 5月15日（共62场）
- 出演成员：荻野由佳、小熊倫實、柏木由紀、加藤美南、北原里英、佐藤杏樹、菅原里子（菅原りこ）、高倉萌香、太野彩香、中井莉加（中井りか）、西潟茉莉奈、長谷川玲奈、本間日陽、村雲颯香、山口真帆、山田野繪
  - 代演的研究生：大瀧友梨亚、角尤利娅（角ゆりあ）、日下部爱菜、清司丽菜、高桥真生、中村歩加、奈良未遥、西村菜那子、水泽彩佳、宫岛亚弥
- 分组曲担当

| 分組曲             | 正规成員   | 代演的研究生                               |
| ------------------ | ---------- | ------------------------------------------ |
| 裙摆飘飘           | 加藤美南   | 水泽彩佳、日下部愛菜                       |
| 裙摆飘飘           | 高倉萌香   | 角尤利娅、清司麗菜                         |
| 裙摆飘飘           | 太野彩香   |                                            |
| 裙摆飘飘           | 中井莉加   | 角尤利娅、日下部愛菜、中村歩加、宮島亚弥   |
| 裙摆飘飘           | 本間日陽   | 水泽彩佳                                   |
| 同班同学           | 荻野由佳   |                                            |
| 同班同学           | 山口真帆   | 角尤利娅                                   |
| 同班同学           | 北原里英   | 奈良未遥、清司麗菜、水泽彩佳               |
| 同班同学           | 長谷川玲奈 | 宮島亚弥                                   |
| 同班同学           | 小熊倫實   |                                            |
| 和你在一起的平安夜 | 柏木由紀   | 西村菜那子、高桥真生、日下部愛菜、角尤利娅 |
| 和你在一起的平安夜 | 佐藤杏樹   | 大瀧友梨亚、高桥真生                       |
| 接吻不行唷         | 西潟茉莉奈 | 日下部愛菜                                 |
| 接吻不行唷         | 村雲颯香   | 清司麗菜                                   |
| 接吻不行唷         | 山田野繪   | 西村菜那子                                 |
| 星之温度           | 加藤美南   | 日下部愛菜                                 |
| 星之温度           | 菅原里子   | 中村歩加                                   |
| 星之温度           | 太野彩香   |                                            |
| 星之温度           | 高倉萌香   | 角尤利娅、清司麗菜                         |

- 在2016年3月3日的公演上、作為電視節目《Mu-Jack》的特別企劃，AKB48的成員高橋南特別出演，並與加藤美南、荻野由佳兩名成員一同表演了《Bird》一曲[7]。

## 錄音室收錄CD
公演成員於錄音室演唱的專輯CD。

### Team A 1st Stage「PARTY開始了」（CD）
再次发行的版本封面为高桥南
- 收錄成員
板野友美、浦野一美、大江朝美、大島麻衣、折井步、川崎希、小嶋陽菜、駒谷仁美、佐藤由加理、篠田麻里子、高橋南、户島花、中西里菜、成田梨紗、平嶋夏海、星野满、前田敦子、增山加弥乃、峯岸南、渡邊志穗
- 收錄曲
通常盤、初回限定盤与再次发行的版本收錄曲相同。
  1. 《overture》
  2. 《PARTY開始了》
  3. 《Dear my teacher》
  4. 《讓我吃下毒蘋果》
  5. 《裙擺飄飄》（演唱：高橋、前田、小嶋、大島麻、成田、板野、中西）
  6. 《同班同學》（演唱：浦野、折井、川崎、星野）
  7. 《和你在一起的平安夜》（演唱：折井、星野）
  8. 《接吻不行唷》（演唱：峯岸、篠田、小嶋）
  9. 《星之溫度》（演唱：高橋、前田、平嶋、増山）
  10. 《櫻花花瓣》
  11. 《在藍天旁》
  12. 《AKB48》

### Team K 1st Stage「PARTY開始了」（CD）
- 收錄成員
秋元才加、今井優、梅田彩佳、大島優子、大堀惠、奥真奈美、小野惠令奈、河西智美、小林香菜、佐藤夏希、高田彩奈、野呂佳代、早野薫、增田有華、松原夏海、宮澤佐江
- 收錄曲
通常盤、初回限定盤、收錄曲是一樣。
  1. 《overture》
  2. 《PARTY開始了》
  3. 《Dear my teacher》
  4. 《讓我吃下毒蘋果》
  5. 《裙擺飄飄》（演唱：秋元、梅田、大島優、小林、宮澤）
  6. 《同班同學》（演唱：奥、小野、早野、増田、松原）
  7. 《接吻不行唷》（演唱：大堀、佐藤夏、野呂）
  8. 《星之溫度》（演唱：高田、河西、秋元、宮澤）
  9. 《櫻花花瓣》
  10. 《在藍天旁》
  11. 《AKB48》
  12. 《裙擺飄飄》（安可版）
  13. 《櫻花花瓣》（安可版）（再次发行版本没有收录）

### Team S 1st「PARTY開始了」
- 收錄成員
大矢真那、小野晴香、桑原瑞希、佐藤實繪子、新海里奈、高井月奈、高田志織、出口陽、中西優香、平田璃香子、平松可奈子、松井珠理奈、松井玲奈、松下唯、矢神久美、山下萌
- 收錄曲
  1. 《overture》
  2. 《PARTY開始了》
  3. 《Dear my teacher》
  4. 《讓我吃下毒蘋果》
  5. 《裙擺飄飄》（演唱：松井珠、桑原、平田、高田、新海）
  6. 《同班同學》（演唱：矢神、高井、松井玲、大矢、平松）
  7. 《和你在一起的平安夜》（演唱与钢琴演奏：佐藤實、演唱：出口）
  8. 《接吻不行唷》（演唱：桑原、小野、中西）
  9. 《星之溫度》（演唱：松井珠、高田、松下、山下）
  10. 《櫻花花瓣》
  11. 《在藍天旁》
  12. 《SKE48》
  13. 《大聲鑽石》

## 劇場公演DVD

### Team A 1st Stage「「PARTY開始了」（DVD）
2006年8月11日劇場内商品售場限定發售AKS唱片公司《Team A PARTY開始了 〜1st stage〜》發售後，2007年3月21日與其他的公演DVD共5作品同時發售。
- 收錄成員
板野友美、浦野一美、大江朝美、大島麻衣、折井步、川崎希、小嶋陽菜、駒谷仁美、佐藤由加理、篠田麻里子、高橋南、户島花、中西里菜、成田梨紗、平嶋夏海、星野满、前田敦子、增山加弥乃、峯岸南、渡邊志穗
- 收錄曲
  1. 《overture》
  2. 《PARTY開始了》
  3. 《Dear my teacher》
  4. 《讓我吃下毒蘋果》
  5. 《裙擺飄飄》（演唱：高橋、前田、小嶋、大島麻、成田）
  6. 《同班同學》（演唱：中西、駒谷、佐藤由、户島）
  7. 《和你在一起的平安夜》（演唱与钢琴演奏：星野、演唱：折井）
  8. 《接吻不行唷》（演唱：大島麻、浦野、渡邊）
  9. 《星之溫度》（演唱：板野、大江、川崎、宇佐美）
  10. 《櫻花花瓣》
  11. 《在藍天旁》
  12. 《AKB48》
  13. 《裙擺飄飄》（安可版）

### Team K 1st Stage「PARTY開始了」（DVD）
- 收錄成員
秋元才加、今井優、梅田彩佳、大島優子、大堀恵、奥真奈美、小野恵令奈、河西智美、小林香菜、佐藤夏希、高田彩奈、野呂佳代、早野薫、増田有華、松原夏海、宮澤佐江
- 收錄曲
  1. 《overture》
  2. 《PARTY開始了》
  3. 《Dear my teacher》
  4. 《讓我吃下毒蘋果》
  5. 《裙擺飄飄》（演唱：秋元、梅田、大島優、小林、宮澤）
  6. 《同班同學》（演唱：奥、小野、早野、増田、松原）
  7. 《接吻不行唷》（演唱：大堀、佐藤夏、野呂）
  8. 《星之溫度》（演唱：高田、河西、秋元、宮澤）
  9. 《櫻花花瓣》
  10. 《在藍天旁》
  11. 《AKB48》
  12. 《裙擺飄飄》（安可版）
  13. 《櫻花花瓣》（安可版）

### Team S 1st Stage「PARTY開始了」（DVD）
- 收錄成員
大矢真那、小野晴香、桑原瑞希、佐藤實繪子、新海里奈、高井月奈、高田志織、出口陽、中西優香、平田璃香子、平松可奈子、松井珠理奈、松井玲奈、松下唯、矢神久美、山下萌
- 收錄曲
  1. 《overture》
  2. 《PARTY開始了》
  3. 《Dear my teacher》
  4. 《讓我吃下毒蘋果》
  5. 《裙擺飄飄》（演唱：松井珠、桑原、平田、高田、新海）
  6. 《同班同學》（演唱：矢神、高井、松井玲、大矢、平松）
  7. 《和你在一起的平安夜》（演唱与钢琴演奏：佐藤實、演唱：出口）
  8. 《接吻不行唷》（演唱：桑原、小野、中西）
  9. 《星之溫度》（演唱：松井珠、高田、松下、山下）
  10. 《櫻花花瓣》
  11. 《在藍天旁》
  12. 《SKE48》
  13. 《大聲鑽石》（SKE48ver.）
  14. 《櫻花花瓣》（安可版）
  15. 《overture》（舞蹈版）
- 特典影像
  1. 《SKE48之軌跡》

### NMB48 2期生公演「PARTY開始了」（DVD）
- 收錄成員
東由樹、石田優美、古賀成美、島田玲奈、城恵理子、高野祐衣、谷川愛梨、西澤瑠莉奈、林萌萌香、藤田留奈、三田麻央、村上文香、村瀬紗英、矢倉楓子、山本瞳（山本ひとみ）、與儀凯拉

- 收錄曲
  1. 《overture》（NMB48 ver.）
  2. 《PARTY開始了》
  3. 《Dear my teacher》
  4. 《讓我吃下毒蘋果》
  5. 《裙擺飄飄》
  6. 《同班同學》
  7. 《和你在一起的平安夜》
  8. 《接吻不行唷》
  9. 《星之溫度》
  10. 《櫻花花瓣》
  11. 《在藍天旁》
  12. 《纯情U-19》
  13. 《NMB48》
  14. 《歌曲串烧》
  15. 《裙擺飄飄》（安可版）

收錄2012年5月2日舉行的同公演千秋樂DVD。